# Sophie Muir
Sophie Rowens Muir (* 7. Mai 1983 in Sydney) ist eine ehemalige australische Inline-Speedskaterin und Eisschnellläuferin.

## Werdegang
Muir gewann als Inline-Speedskaterin bei den Juniorenweltmeisterschaften 2000 in Barrancabermeja die Bronzemedaille im Sprint über 500 m und jeweils die Goldmedaille auf der Straße sowie auf der Bahn im Sprint über 300 m. Im folgenden Jahr holte sie bei den Inline-Speedskating-Weltmeisterschaften im Valence d’Agen die Bronzemedaille im Sprint über 300 m und die Goldmedaille im Sprint über 500 m.
Im Eisschnelllauf nahm Muir nur in der Saison 2009/10 am Eisschnelllauf-Weltcup teil. Ihre beste Platzierung dabei war in Erfurt der fünfte Platz in der B-Gruppe über 500 m. Bei der Sprintweltmeisterschaft 2010 in Obihiro belegte sie den 20. Platz im Sprint-Mehrkampf und bei den Olympischen Winterspielen 2010 in Vancouver den 30. Platz über 1000 m sowie den 29. Rang über 500 m.

## Erfolge

### Olympische Spiele
- 2010 Vancouver: 29. Platz 500 m, 30. Platz 1000 m

### Sprint-Weltmeisterschaften
- 2010 Obihiro: 20. Platz Sprint-Mehrkampf

## Persönliche Bestzeiten
| Disziplin | Zeit        | Datum             | Ort            |
| --------- | ----------- | ----------------- | -------------- |
| 500 m     | 38,60 s     | 12. Dezember 2009 | Salt Lake City |
| 1000 m    | 1:16,18 min | 13. Dezember 2009 | Salt Lake City |